# Mantecorp

Logotipo da empresa

Mantecorp foi uma indústria farmacêutica, criada em 2006 pela família Mantegazza, após o fim de uma Joint Venture com o laboratório norte-americano Schering-Plough. Em 2010, a Mantecorp foi adquirida pela Hypermarcas, após uma série de negociações.